# Dyskografia Nataszy Zylskiej
Solowa dyskografia Nataszy Zylskiej obejmuje jeden album studyjny, pięć albumów kompilacyjnych, trzy minialbumy, oraz dwa single w postaci płyt szelakowych.

## Albumy studyjne
| Rok  | Dane dot. albumu                                                                        | Numer katologowy            |
| ---- | --------------------------------------------------------------------------------------- | --------------------------- |
| 1960 | Randez-Vous z Nataszą Zylską - Wydawca: Polskie Nagrania, Pronit - Format: LP (10 cali) | Muza L 0298 / Pronit L 0298 |

## Albumy kompilacyjne
| Rok  | Dane dot. albumu                                                                        | Numer katalogowy            |
| ---- | --------------------------------------------------------------------------------------- | --------------------------- |
| 1990 | Kobieta i mężczyzna - Wydawca: Polskie Nagrania - Format: LP, MC                        | Muza SX 2784 / Muza CK 1072 |
| 1996 | Natasza Zylska - Wydawca: Polskie Nagrania - Format: CD                                 | Muza PNCD 339               |
| 2009 | Natasza Zylska jakiej nie znacie... - Wydawca: Teddy Records - Format: CD               | TR CD 1007                  |
| 2012 | 40 piosenek Nataszy Zylskiej - Wydawca: Polskie Nagrania - Format: CD, digital download | Muza PNCD 1408A/B           |
| 2012 | Godzina z... Nataszą Zylską - Wydawca: Teddy Records - Format: CD                       | TR CD 1040                  |

## Minialbumy
| Rok  | Dane dot. albumu                                                        | Numer katalogowy                           |
| ---- | ----------------------------------------------------------------------- | ------------------------------------------ |
| 1957 | Natasza Zylska - Wydawca: Polskie Nagrania, Pronit - Format: EP         | Muza N 0037 / Pronit N 0037 / Lento N 0037 |
| 1962 | Russian Songs - Wydawca: Hed-Arzi - Format: EP                          | Hed-Arzi MN - 92                           |
| 1964 | Natasha Zylska with Hed Arzi Orchestra - Wydawca: Hed-Arzi - Format: EP | Hed-Arzi MN - 509                          |

## Single (płyty szelakowe)
| Rok  | Dane dot. albumu | Numer katalogowy        |
| ---- | --- | ----------------------- |
| 1958 | Sześć dziewcząt i jeden Juan / Abrakadabra - Wydawca: Polskie Nagrania, Pronit - Format: płyta szelakowa 78 obr./min | Muza 3314 / Pronit 3314 |
| 1958 | Halo, hula hop / Karnawał w Rio - Wydawca: Polskie Nagrania, Pronit - Format: płyta szelakowa 78 obr./min            | Muza 3321 / Pronit 3321 |